# Oscil·lacions de tipus solar
Les oscil·lacions de tipus solar són oscil·lacions en estrelles que s'exciten de la mateixa manera que les del Sol, és a dir, per convecció turbulenta a les seves capes exteriors.
Les estrelles que mostren oscil·lacions de tipus solar s'anomenen oscil·ladors de tipus solar. Les oscil·lacions són modes de pressió permanent i mixtes pressió-gravetat que s'exciten en un rang de freqüència, amb les amplituds aproximadament seguint una distribució en forma de campana. A diferència dels oscil·ladors basats en l'opacitat, tots els modes del rang de freqüències estan excitats, cosa que fa que les oscil·lacions siguin relativament fàcils d'identificar. La convecció superficial també amortitza els modes, i cadascun està ben aproximat en l'espai de freqüències mitjançant una corba Lorentziana, l'amplada de la qual correspon a la vida útil del mode; com més ràpid decau, més ampli és el Lorentzià.
S'espera que totes les estrelles amb zones de convecció superficial mostrin oscil·lacions de tipus Solar, incloses les estrelles fredes de la seqüència principal (fins a temperatures superficials d'uns 7000K), subgegants i gegants vermelles. A causa de les petites amplituds de les oscil·lacions, el seu estudi ha avançat enormement gràcies a les missions espacials (principalment COROT i Kepler).
S'han utilitzat les oscil·lacions de tipus solar, entre altres coses, per determinar amb precisió les masses i els radis de les estrelles que allotgen els planetes i així millorar les mesures de les masses i radis dels planetes.

## Gegants vermelles
A les gegants vermelles s'observen modes mixtes, que en part són directament sensibles a les propietats centrals de l'estrella. S'han utilitzat per distingir els gegants vermells que cremen heli als seus nuclis dels que encara només cremen hidrogen en una capa, per demostrar que els nuclis dels gegants vermells giren més lentament del que prediuen els models i per restringir els camps magnètics interns dels nuclis.

## Diagrames d'escala

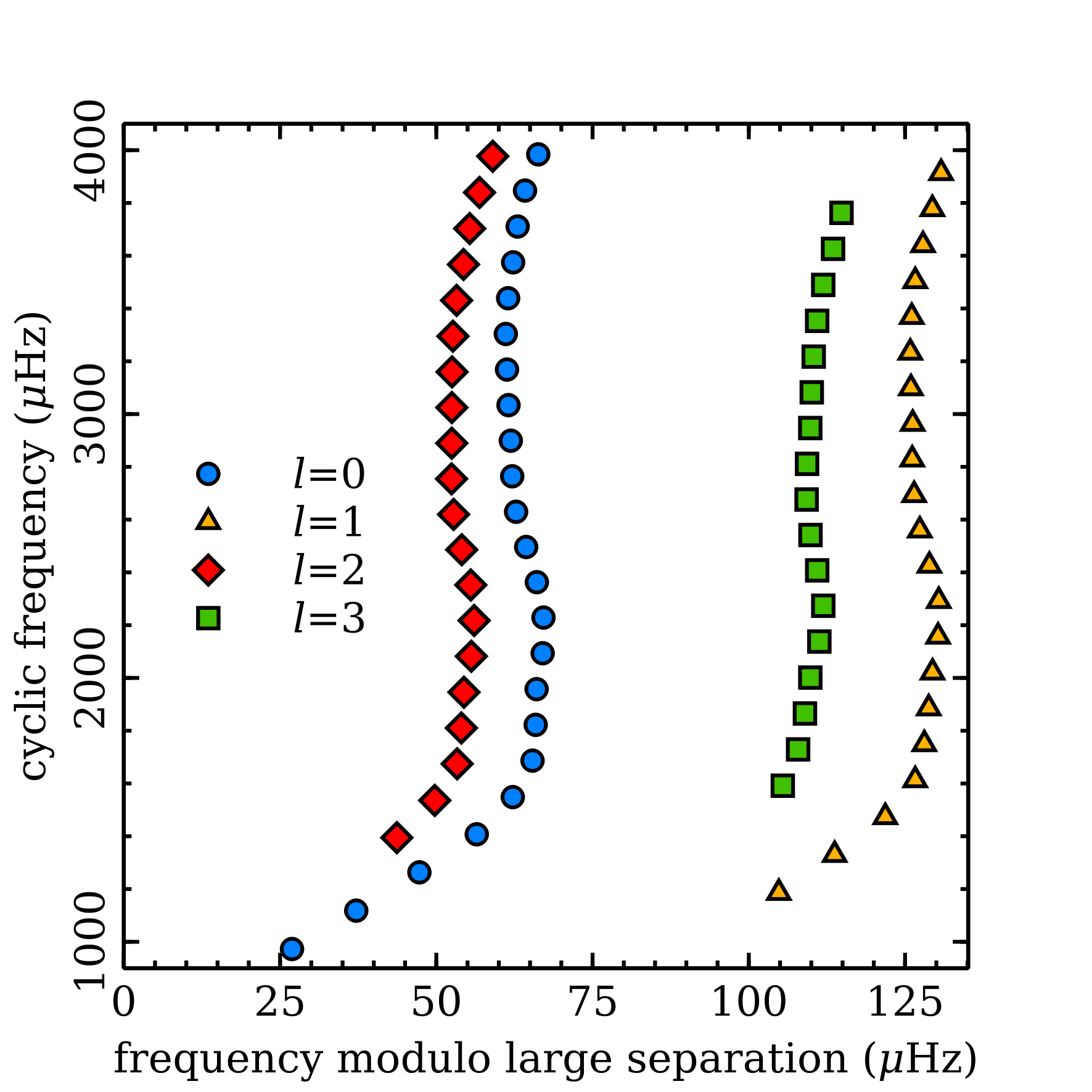
Un diagrama d'escala per al Sol, utilitzant dades per a modes de grau angular baix de la Birmingham Solar Oscillations Network (BiSON). La modulació del mateix grau angular ℓ formen línies aproximadament verticals a altes freqüències, com s'esperava pel comportament asimptòtic de les freqüències dels modes

El màxim de la potència d'oscil·lació correspon aproximadament a freqüències més baixes i ordres radials per a estrelles més grans.
Per al Sol, els modes d'amplitud més alt es produeixen al voltant d'una freqüència de 3 mHz amb ordre {\displaystyle n_{\mathrm {max} }\approx 20}, i no s'observen modes mixts.
Per a estrelles més massives i més evolucionades, els modes són d'ordre radial inferior i freqüències generals més baixes. Els modes mixtes es poden veure a les estrelles evolucionades. En principi, aquests modes mixtes també poden estar presents a les estrelles de seqüència principal, però tenen una freqüència massa baixa per ser excitades a amplituds observables.
Els modes de pressió d'ordre alt d'un grau angular determinat ℓ s'espera que estiguin aproximadament uniformement espaiats en freqüència, amb un espai característic conegut com a gran separació {\displaystyle \Delta \nu }.
Això motiva el diagrama d'escala, en què les freqüències de mode es representen en funció de la freqüència mòdul la gran separació, i els modes d'un grau angular particular formen crestes aproximadament verticals.

## Escala de relacions
S'accepta que la freqüència de màxima potència d'oscil·lació varia aproximadament amb la freqüència de tall acústic, per sobre de la qual les ones es poden propagar a l'atmosfera estel·lar i, per tant, no queden atrapades i no contribueixen als modes estacionaris. Això dona
{\displaystyle \nu _{\mathrm {max} }\propto {\frac {g}{\sqrt {T_{\mathrm {eff} }}}}}
De la mateixa manera, la gran separació de freqüències {\displaystyle \Delta \nu } se sap que és aproximadament proporcional a l'arrel quadrada de la densitat:
{\displaystyle \Delta \nu \propto {\sqrt {\frac {M}{R^{3}}}}}
Quan es combina amb una estimació de la temperatura efectiva (Teff), això permet resoldre directament la massa i el radi de l'estrella, basant les constants de proporcionalitat en els valors coneguts per al Sol. Aquestes es coneixen com a relacions d'escala:
{\displaystyle M\propto {\frac {\nu _{\mathrm {max} }^{3}}{\Delta \nu ^{4}}}T_{\mathrm {eff} }^{3/2}}
{\displaystyle R\propto {\frac {\nu _{\mathrm {max} }}{\Delta \nu ^{2}}}T_{\mathrm {eff} }^{1/2}}
De manera equivalent, si es coneix la lluminositat de l'estrella, llavors la temperatura es pot substituir mitjançant la relació de 
lluminositat del cos negre {\displaystyle L\propto R^{2}T_{\mathrm {eff} }^{4}}, que dona
{\displaystyle M\propto {\frac {\nu _{\mathrm {max} }^{12/5}}{\Delta \nu ^{14/5}}}L^{3/10}}
{\displaystyle R\propto {\frac {\nu _{\mathrm {max} }^{4/5}}{\Delta \nu ^{8/5}}}L^{1/10}}

## Algunes oscil·ladors de tipus solar
- Alpha Centauri (A i B)
- Mu Herculis
- Procyon